# Irene Rich
Pour les articles homonymes, voir Rich.
Irene Rich est une actrice américaine, née Irene Luther à Buffalo (État de New York) le 13 octobre 1891, morte à Hope Ranch (Californie) le 22 avril 1988.

## Biographie
Irene Rich débute au cinéma en 1918 et sera très active durant la période du muet. Après le passage au parlant, elle poursuit sa carrière à l'écran jusqu'en 1948, apparaissant en tout dans cent-douze films américains.
Au théâtre, elle joue deux fois à Broadway, dans une pièce en 1935, puis dans une comédie musicale à succès de 1948 à 1950 (année où elle se retire définitivement).
En outre, dans les années 1930 et 1940, elle participe régulièrement à des émissions et shows radiophoniques. C'est pourquoi deux étoiles lui sont dédiées sur le Walk of Fame d'Hollywood Boulevard, l'une au titre de ses activités à la radio, l'autre pour sa contribution au cinéma.

## Filmographie

### Années 1910
- 1918 : A Desert Wooing de Jerome Storm (petit rôle non crédité)
- 1918 : The Girl in His House de Thomas R. Mills
- 1918 : A Law unto Herself de Wallace Worsley
- 1919 : Todd of the Times d'Eliot Howe
- 1919 : A Man in the Open d'Ernest C. Warde
- 1919 : The Silver Girl de Frank Keenan
- 1919 : La nouvelle adepte (Castles in the Air) de George D. Baker
- 1919 : The Lone Star Ranger de J. Gordon Edwards
- 1919 : The Sneak d'Edward LeSaint
- 1919 : The Blue Bonnet de Louis Chaudet
- 1919 : Wolves of the Night de J. Gordon Edwards

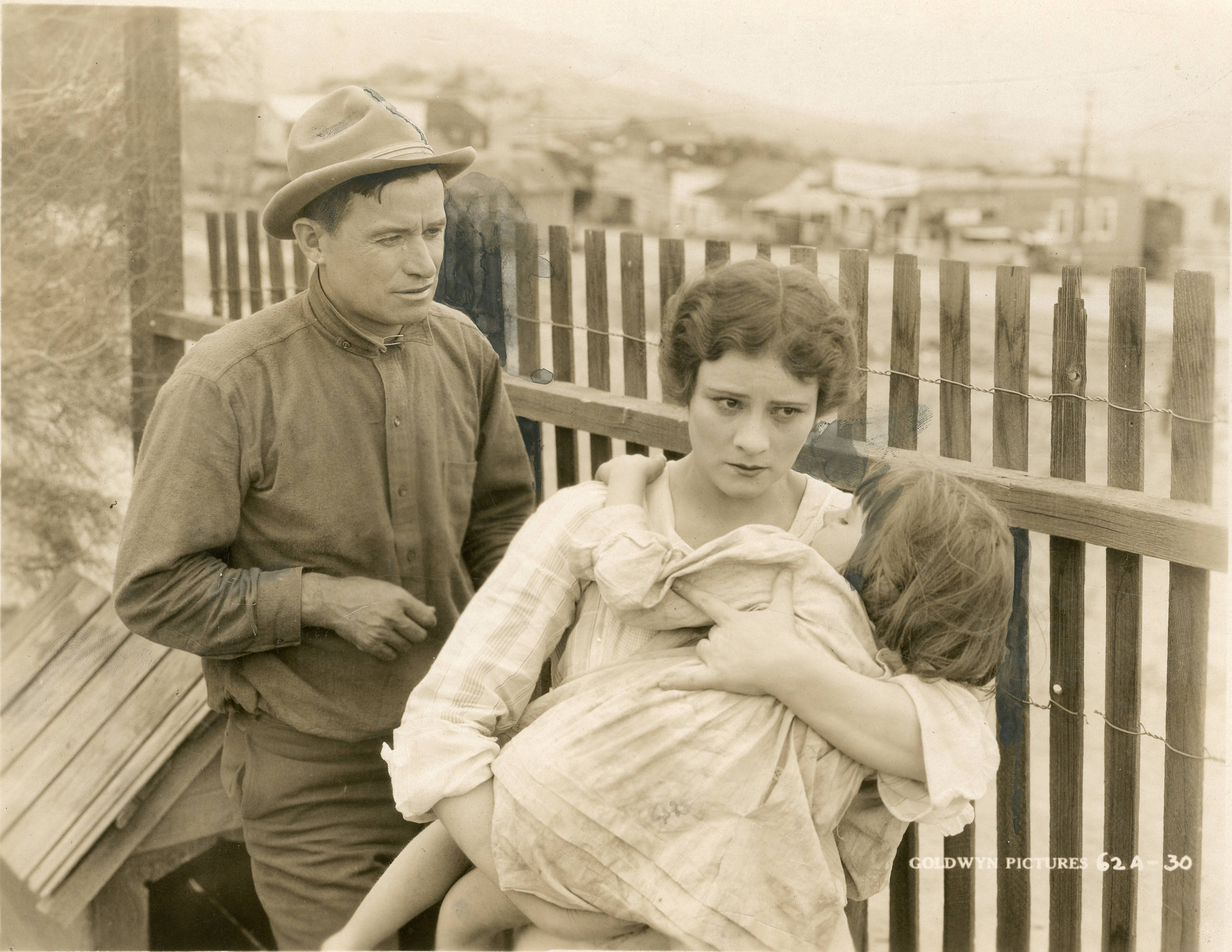
Avec Will Rogers, dans Water, Water Everywhere (1920)

- 1919 : Her Purchase Price de Howard C. Hickman
- 1919 : The Spite Bride (en) de Charles Giblyn

### Années 1920
- 1920 : Water, Water Everywhere de Clarence G. Badger
- 1920 : The Street Called Straight de Wallace Worsley
- 1920 : The Stranger Boarder de Clarence G. Badger
- 1920 : Les Protégés de Jim (Jes' Call Me Jim) de Clarence G. Badger
- 1920 : Au voleur ! (Stop Thief) de Harry Beaumont
- 1920 : Just Out of College d'Alfred E. Green
- 1920 : La Galère infernale (Godless Men) de Reginald Barker
- 1920 : Sunset Jones de George L. Cox
- 1921 : One Man in a Million de George Beban
- 1921 : Boys will be Boys de Clarence G. Badger
- 1921 : A Tale of Two Worlds de Frank Lloyd
- 1921 : Une voix dans la nuit (A Voice in the Dark) de Frank Lloyd
- 1921 : Desperate Trails (en) de John Ford
- 1921 : Hérédité (The Invisible Power) de Frank Lloyd
- 1921 : The Poverty of Riches (en) de Reginald Barker
- 1922 : The Call of Home de Louis J. Gasnier
- 1922 : Strength of the Pines d'Edgar Lewis
- 1922 : Tu ne tueras point (The Trap) de Robert Thornby
- 1922 : One Clear Call de John M. Stahl

- 1922 : L'amour qui tue d'Emmett J. Flynn

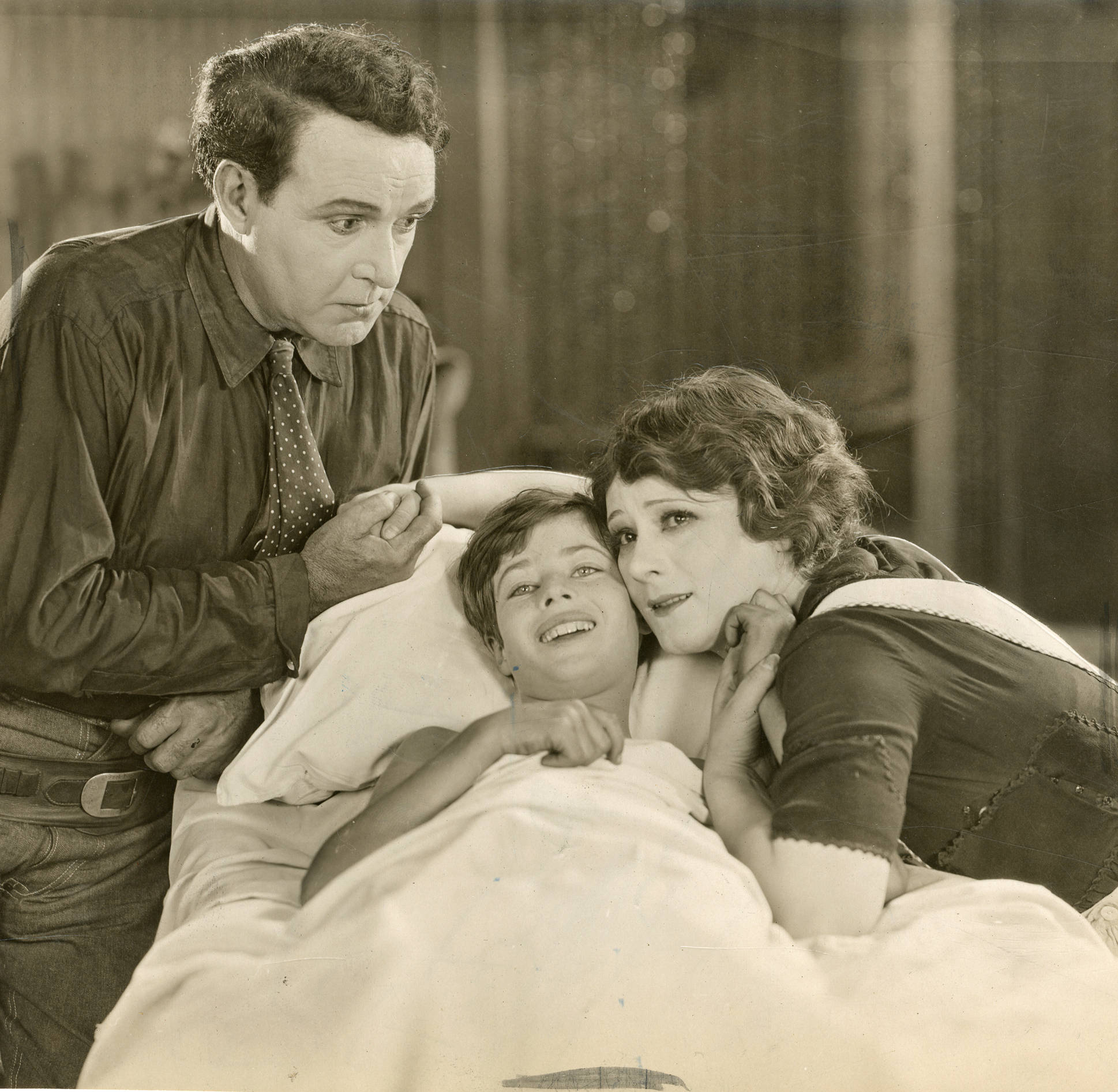
De gauche à droite : Dustin Farnum, Frankie Lee et Irene Rich, dans While Justice Waits (1922)

- 1922 : The Yosemite Trail de Bernard J. Durning
- 1922 : The Ropin' Fool de Clarence G. Badger
- 1922 : Brawn of the North de Laurence Trimble
- 1922 : While Justice Waits de Bernard J. Durning
- 1922 : The Marriage Chance de Hampton Del Ruth
- 1922 : Le Train rouge (Hearts Aflame) de Reginald Barker
- 1923 : Dangerous Trails (en) d'Alan James
- 1923 : La Première Femme (Brass) de Sidney Franklin
- 1923 : Snowdrift de Scott R. Dunlap
- 1923 : Michael O'Halloran de James Leo Meehan
- 1923 : Yesterday's Wife d'Edward LeSaint
- 1923 : Rosita d'Ernst Lubitsch et Raoul Walsh
- 1923 : Defying Destiny de Louis Chaudet
- 1923 : Lucretia Lombard de Jack Conway
- 1923 : Boy of Mine (en) de William Beaudine
- 1924 : What the Butler Saw de George Dewhurst
- 1924 : Pal o' Mine d'Edward LeSaint
- 1924 : Beau Brummel d'Harry Beaumont
- 1924 : Cytherea de George Fitzmaurice
- 1924 : Being Respectable de Phil Rosen
- 1924 : Captain January d'Edward F. Cline
- 1924 : A Woman who sinned de Finis Fox
- 1924 : Behold this Woman de James Stuart Blackton
- 1924 : O sole mio (This Woman) de Phil Rosen
- 1924 : A Lost Lady de Harry Beaumont
- 1925 : My Wife and I de Millard Webb

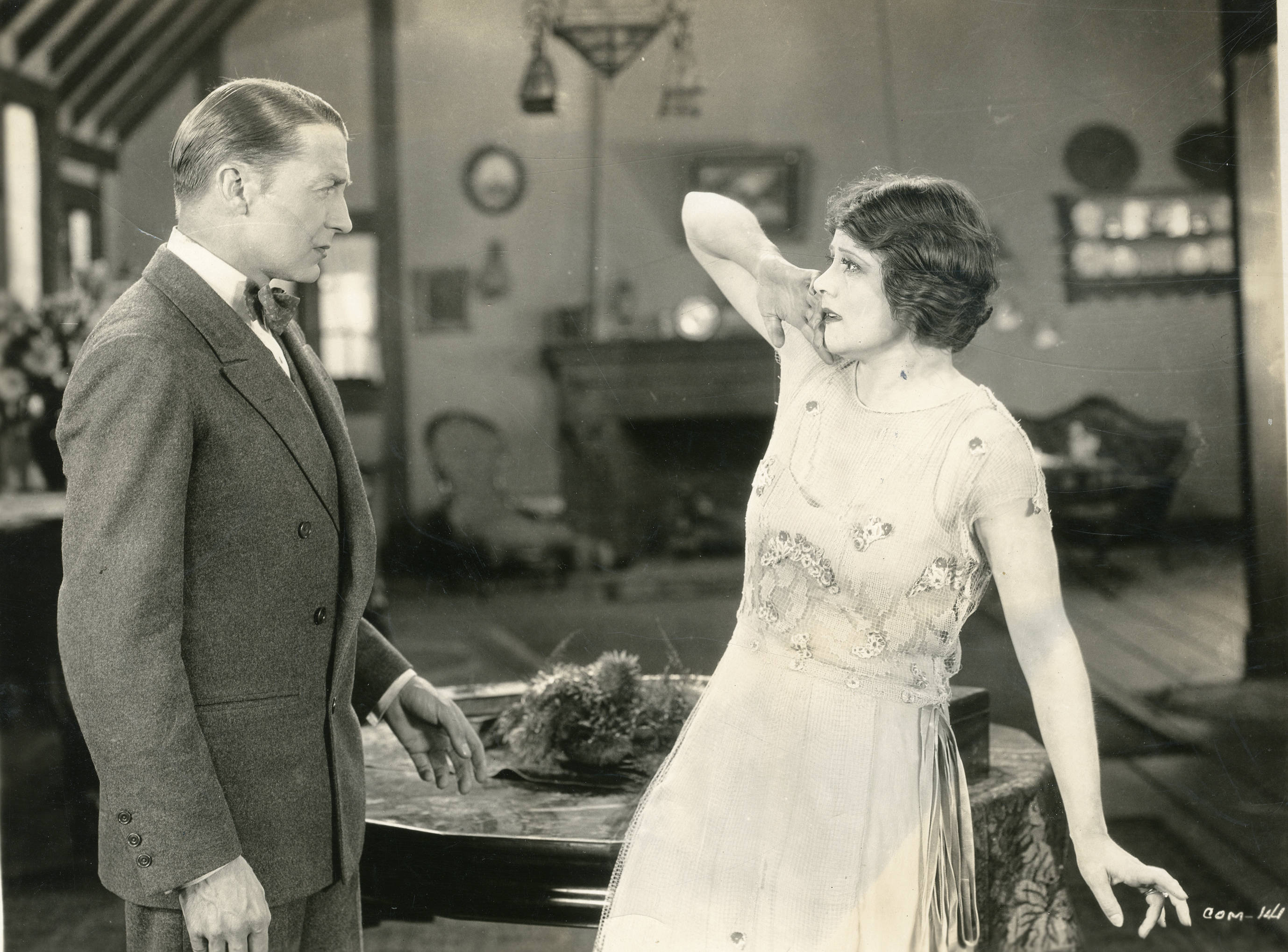
Avec Clive Brook, dans Compromise (1925)

- 1925 : The Man Without a Conscience de James Flood
- 1925 : Eve's Lover de Roy Del Ruth
- 1925 : The Wife Who Wasn't Wanted de James Flood
- 1925 : Compromise d'Alan Crosland
- 1925 : Pleasure Buyers de Chester Withey
- 1925 : L'Éventail de Lady Windermere (Lady Windermere's Fan) d'Ernst Lubitsch
- 1926 : Silken Shackles de Walter Morosco
- 1926 : The Honeymoon Express de James Flood et Ernst Lubitsch
- 1926 : My Official Wife de Paul L. Stein
- 1927 : Don't Tell the Wife de Paul L. Stein
- 1927 : The Climbers de Paul L. Stein
- 1927 : Dearie d'Archie Mayo
- 1927 : The Desired Woman de Michael Curtiz
- 1927 : The Silver Slave d'Howard Bretherton
- 1928 : Beware of married Men d'Archie Mayo
- 1928 : Across the Atlantic de Howard Bretherton
- 1928 : Powder my Back de Roy Del Ruth
- 1928 : Craig's Wife (en) de William C. de Mille
- 1928 : Perfect Crime de Bert Glennon
- 1928 : La Candidate de Lloyd Bacon
- 1928 : Ned McCobb's Daughter de William J. Cowen
- 1929 : Shanghai Rose de Scott Pembroke
- 1929 : Daughters of Desire de Burton L. King
- 1929 : L'amour dispose (The Exalted Flapper) de James Tinling
- 1929 : Ils voulaient voir Paris (They Had to See Paris) de Frank Borzage : Idy Peters

### Années 1930
- 1930 :  So This Is London de John G. Blystone
- 1930 : On Your Back de Guthrie McClintic
- 1930 : Check and Double Check de Melville W. Brown
- 1931 : Beau Ideal de Herbert Brenon
- 1931 : Father's Son de William Beaudine
- 1931 : Strangers may kiss de George Fitzmaurice

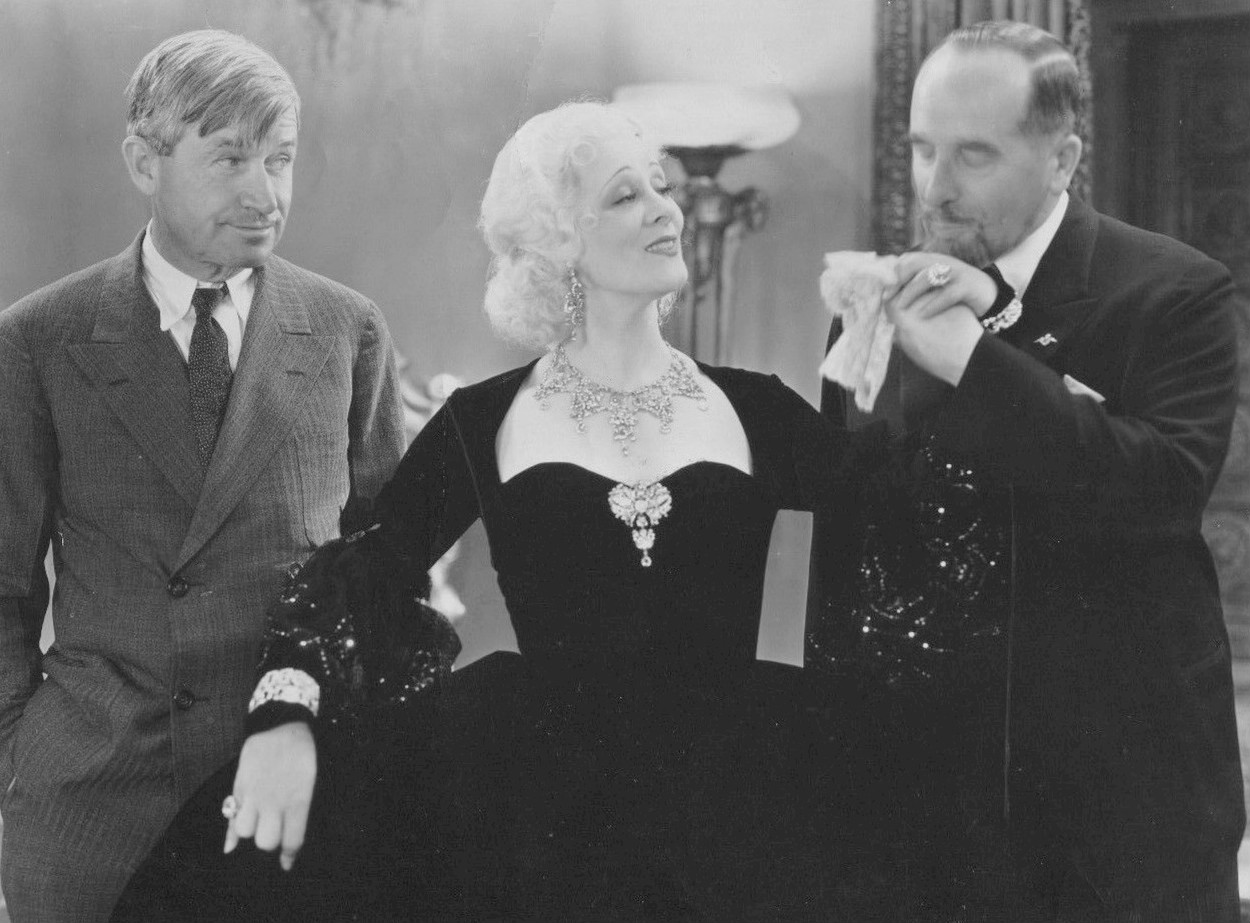
De gauche à droite : Will Rogers, Irene Rich et Theodore Lodi, dans Down to Earth (1932)

- 1931 : Fille de luxe (Five and Ten) de Robert Z. Leonard
- 1931 : The Mad Parade de William Beaudine
- 1931 : Wicked d'Allan Dwan
- 1931 : Le Champion (The Champ) de King Vidor
- 1932 : Down to Earth de David Butler
- 1932 : Her Mad Night de E. Mason Hopper
- 1932 : Manhattan Tower de Frank R. Strayer
- 1934 : Spitfire de John Cromwell
- 1938 : Hollywood Handicap de Buster Keaton
- 1938 : Cet âge ingrat (That Certain Age) d'Edward Ludwig
- 1939 : The Right Way de Crane Wilbur
- 1939 : Everybody's Hobby de William C. McGann

### Années 1940

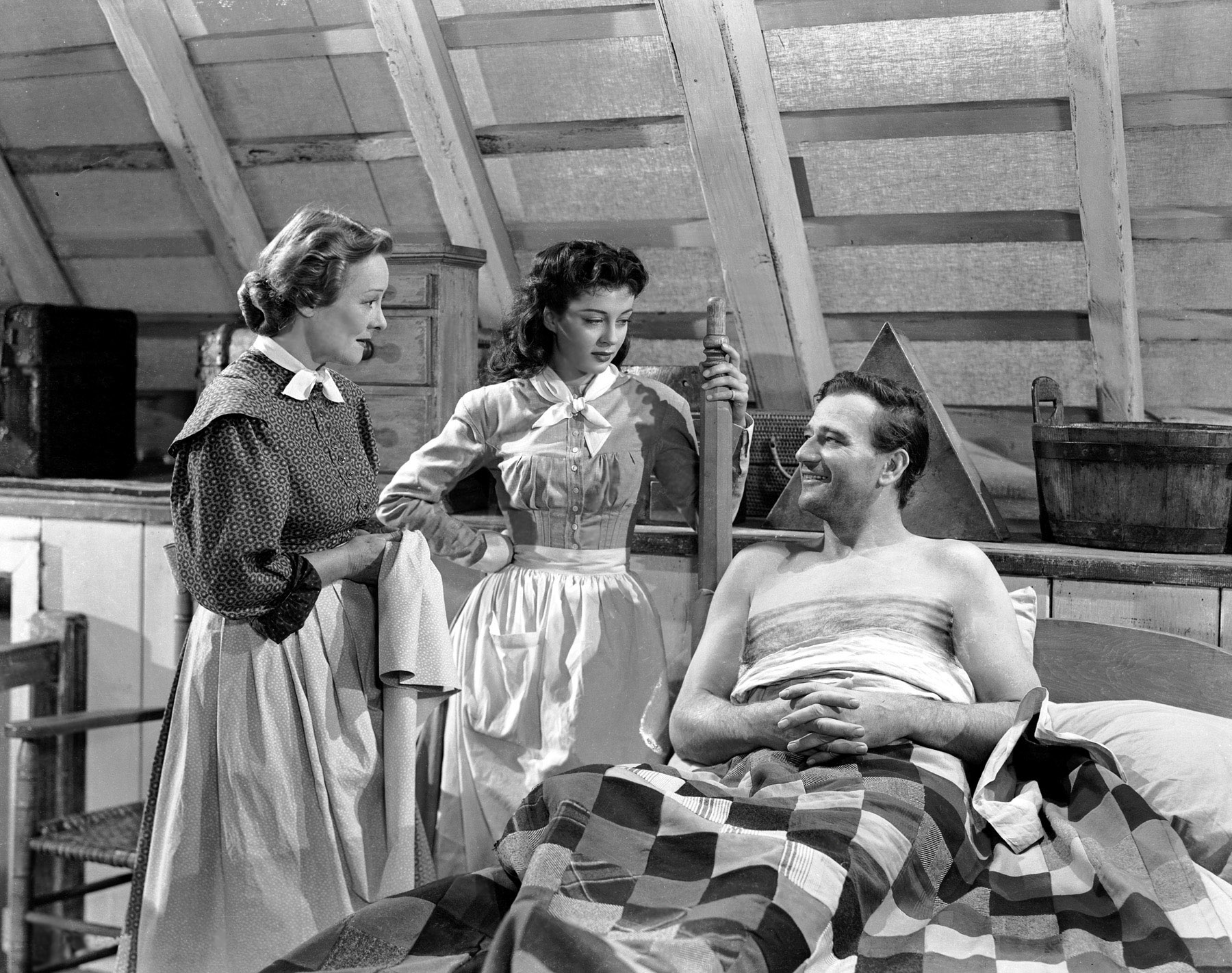
De gauche à droite : Irene Rich, Gail Russell et John Wayne, dans L'Ange et le Mauvais Garçon (1947)

- 1940 : La Tempête qui tue (The Mortal Storm) de Frank Borzage
- 1940 : The Lady in Question de Charles Vidor
- 1940 : Queen of the Yukon de Phil Rosen
- 1940 : Keeping Company de S. Sylvan Simon
- 1941 : Three Sons o' Guns de Benjamin Stoloff
- 1942 : This Time for Keeps de Charles Reisner
- 1947 : Musique aux étoiles (Calendar Girl) d'Allan Dwan
- 1947 : L'Ange et le Mauvais Garçon (Angel and the Badman) de James Edward Grant
- 1947 : La Nouvelle-Orléans (New Orleans) d'Arthur Lubin
- 1948 : Le Massacre de Fort Apache (Fort Apache) de John Ford
- 1948 : Jeanne d'Arc (Joan of Arc) de Victor Fleming

## Théâtre (à Broadway)
- 1935 : Seven Keys to Baldpate (en), pièce adaptée par George M. Cohan, d'après Earl Derr Biggers, avec Walter Hampden, Josephine Hull, George M. Cohan
- 1948-1950 : As the Girls go, comédie musicale produite par Michael Todd, musique de Jimmy McHugh, lyrics d'Harold Adamson, livret de William Roos